# Esboviken
Esboviken (finska: Espoonlahti) är och en stadsdel i Esbo stad. Stadsdelen hör administrativt till Stor-Esbovikens storområde. Viken Esboviken utgör den södra delen av kommungränsen mellan Esbo och Kyrkslätt. Stadsdelen hette tidigare Esboviksstranden, men namnet har förkortats till Esboviken.
Stadsdelen Esboviken byggdes på 1970- och 1980-talen. Esboviken är till betydelsen den minsta av Esbo stads fem huvudcentra, varav de övriga är Esbo centrum, Alberga, Hagalund och Mattby. Tack vare ett mindre shoppingcenter, Lippulaiva, har Esbovikens betydelse som centrum ökat. I Esboviken finns det flera skolor (bland annat Esbos största gymnasium), en brandstation, en simhall, två ishallar och sportanläggningar. Esboviken ligger vid motorvägen Västerleden. Stensvik och Larsvik (fi. Laurinlahti) hör till Esboviken.

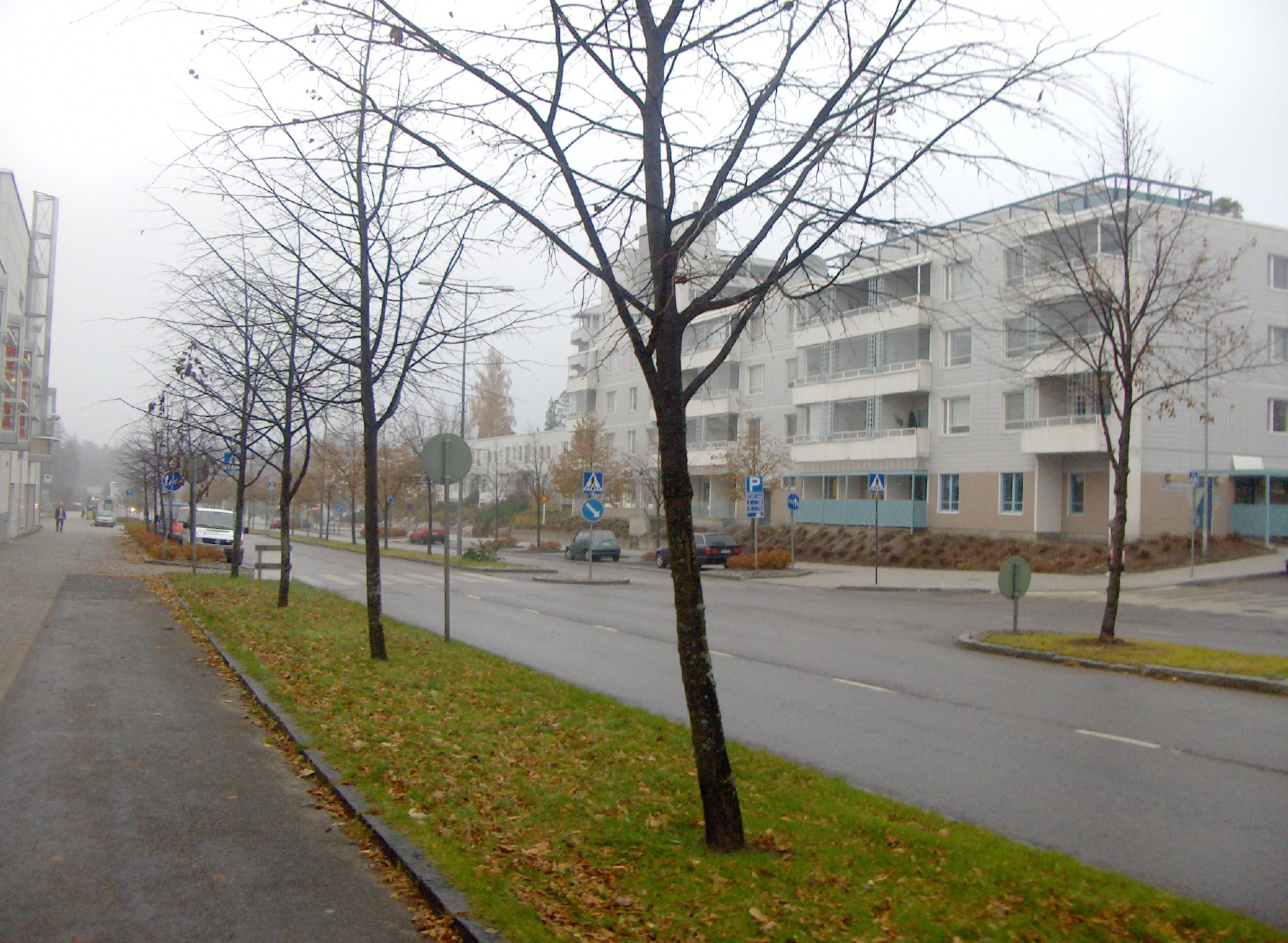
Esboviksgatan
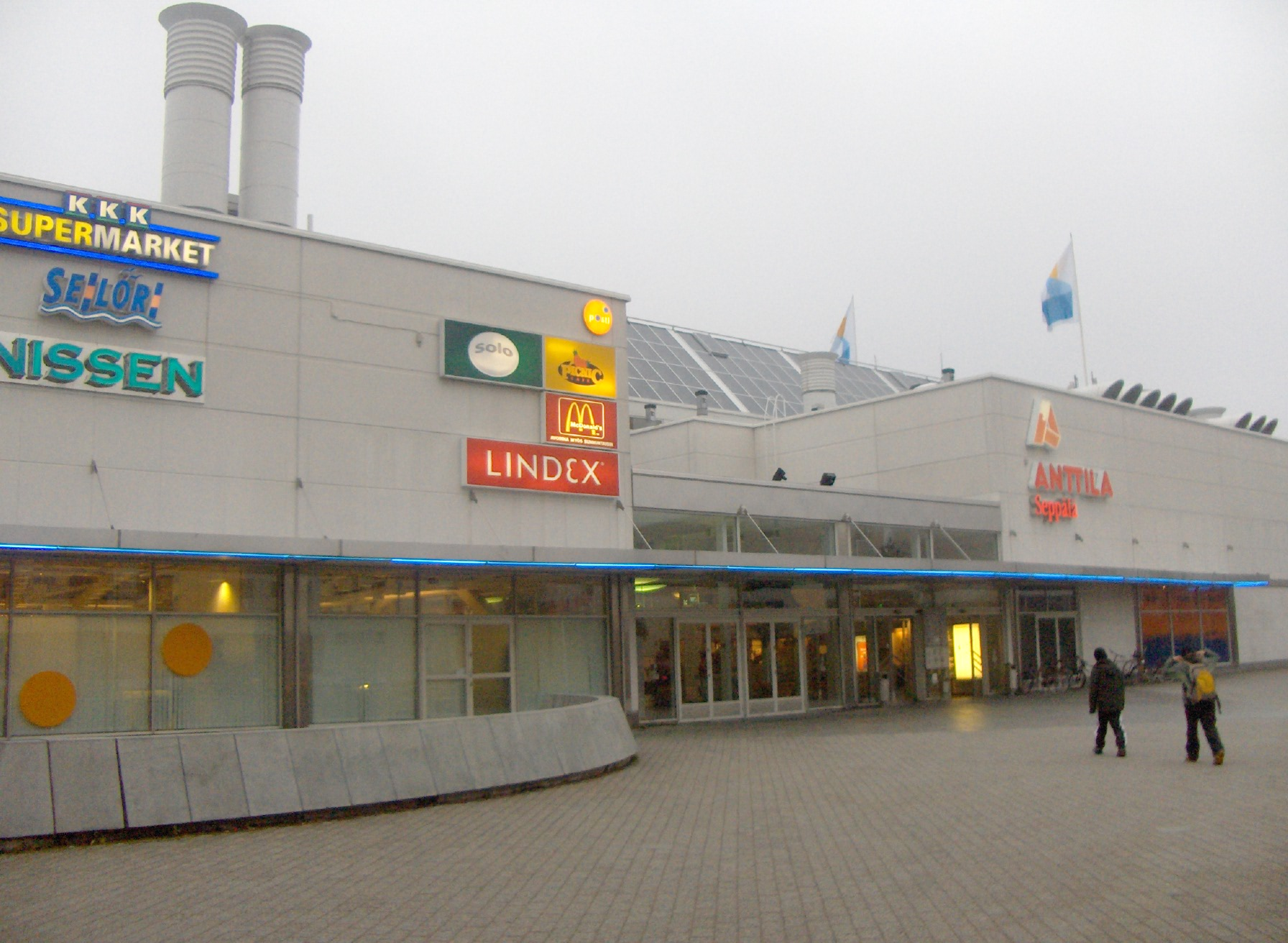
Köpcentrum Lippulaiva